# Vilhena Esporte Clube
El Vilhena Esporte Clube és un club de futbol brasiler de la ciutat de Vilhena a l'estat de Rondônia.

## Història
El club va ser fundat el 7 de setembre de 1974. Ha guanyat fins a l'any 2014 cinc cops el Campionat rondoniense els anys 2005, 2009, 2010, 2013 i 2014. L'any 2010 participà en el Campeonato Brasileiro Série D.

## Palmarès
- Campionat rondoniense:
  - 2005, 2009, 2010, 2013

## Estadi
El club disputa els seus partits com a local a l'Estadi Portal da Amazônia. Té una capacitat màxima per a 7.000 espectadors.